# Estación de Picpus
La estación de Picpus, de su nombre completo Picpus - Courteline, es una estación del metro de París situada en el XII Distrito, al este de la capital. Pertenece a la línea 6.  

## Historia
La estación fue inaugurada el 1 de marzo de 1909 con el nombre de Saint-Mandé. En 1937, se decidió atribuir ese nombre a una cercana estación de la línea 1 que hasta ese momento se había llamado Tourelle. Con ello fue necesario dar un nuevo nombre a la estación de la línea 6 que pasó a llamarse Picpus.  
Debe su nombre al barrio de Picpus y al escritor francés Georges Courteline.

## Descripción
Se compone de dos andenes laterales de 75 metros de longitud y de dos vías. 
Está diseñada en bóveda elíptica revestida completamente de los clásicos azulejos blancos biselados del metro parisino. Su iluminación ha sido renovada empleando el modelo vagues (olas) con estructuras casi adheridas a la bóveda que sobrevuelan ambos andenes proyectando la luz en varias direcciones.
La señalización, sobre paneles metálicos de color azul y letras blancas adopta la tipografía Motte. Por último, los asientos de la estación son de color azul, individualizados y de tipo Motte.

## Accesos
La estación dispone únicamente de un acceso situado en el nº 46 de la avenida Saint-Mandé. Está catalogado como Monumento Histórico al haber sido construido por Hector Guimard.